# Mezey Lajos (színművész)
Mezey Lajos (Komárom, 1918. augusztus 2. – Budapest, 2006. április 13.) magyar színművész.

## Családja, származása, gyermekkora
Apai ágon nagyváradi református kisnemesi családból, anyai ágon alsó-ausztriai katolikus polgár családból származott. Édesapja Mezey Jenő gyógyszerész, honvéd ezredes, édesanyja Kohlert Auguszta volt. Hatéves korától a Kőszegi Katonai Alreáliskola, majd 10 éves korától a Soproni Katonai Főreáliskola növendéke volt. 1936-ban tett érettségi vizsgát és megkezdte tanulmányait a Ludovika Katonai Akadémián, mint repülőtiszt-hallgató. 1937-ben otthagyta az Akadémiát és a MALÉRT-hez szerződött stewardnak. Egy koppenhágai járaton figyelt fel rá Németh Antal, a Nemzeti Színház igazgató-főrendezője, és beajánlotta Rózsahegyi Kálmán színiakadémiájára, ahol 1939-ben tette le a záróvizsgát.

## Színészi pályája
Színészi pályáját 1939-ben kezdte a Vígszínházban, Hegedűs Tibor stúdiójában. 1942-től az egri Stagione Színház, majd 1943-tól ismét a Vígszínház tagja volt. Több filmben játszott: Katyi (1942), Késő (1943), Sárga Kaszinó (1944).
1944-ben behívták tényleges katonai szolgálatra. A Magyar Királyi Légierő alhadnagyaként vett részt a második világháborúban, a szovjet fronton. 1945. február 13-án, a budai várból történő kitörés során szovjet hadifogságba esett. Az asztraháni hadifogolytáborba került, ahol többek között Mádi Szabó Gáborral együtt tábori színházat alapítottak. 1945 őszén tért haza a fogságból.
1946-tól a debreceni Csokonai Színház, 1949-től a győri Kisfaludy Színház, 1951-től a Honvéd Színház, 1953-tól a Magyar Néphadsereg Színháza, 1955-től a Szegedi Nemzeti Színház, 1957-től az Állami Déryné Színház, 1961-től a kecskeméti Katona József Színház, 1978-tól a József Attila Színház, majd 1981-től a Nemzeti Színház (2000-től Pesti Magyar Színház) társulatának volt a tagja. Utolsó éveiben több szerepet kapott a Studió K Színház produkcióiban.
1969-ben az író szerepét alakította A tanú című filmben.

## Főbb szerepei
A Színházi adattárban regisztrált bemutatóinak száma: 123; ugyanitt öt színházi felvételen is látható.
| - Peer Gynt (Ibsen: Peer Gynt) - Petruchio (Shakespeare: A makrancos hölgy) - Alonso (Shakespeare: Vihar) - Courvoisier (Rolland: A szerelem és a halál játéka) - Wurm (Schiller: Ármány és szerelem) - Oberon (Shakespeare: Szentivánéji álom) - Romeo (Shakespeare: Romeo és Júlia) - Helmer, Rank, Krogstadt (Ibsen: Nóra) - Konstantin (Herczeg: Bizánc) - Ádám (Madách: Az ember tragédiája) - Peacock (Brecht – Weill: Koldusopera) - Krisztyán Tódor (Jókai: Az aranyember) - Krell (Molnár: Olympia) - Mátyás király (Heltai: A néma levente) - Varrius (Shakespeare: Antonius és Kleopátra) | - Aggastyán (Shakespeare: Lear király) - Hele tiszteletes (Miller: A salemi boszorkányok) - Diák (Csurka: Majális) - Gyula (Vörösmarty: Czillei és a Hunyadiak) - Arnold (Márai: Kassai polgárok) - Brózik Dániel (Mikszáth, Karinthy Benedek András: A Noszty fiú esete Tóth Marival) - Szabó (Sarkadi: Oszlopos Simeon), - Dobos (Tamási Áron: Tündöklő Jeromos), - Constant (Sardou – Moreau: Szókimondó asszonyság) - Altiszt (Mikszáth – Szakonyi: Szent Péter esernyője), - Fekete (Hunyady: Lovagias ügy), - George (Lerner – Loewe: My Fair Lady), - Karfunkerl (Szép Ernő: Patika), - Puska, a színpadon kívüli világból való férfi (Vörös István: Svejk, a féregirtó) |

## Filmszerepei
| - Az alvó (Le dormeur) (2003) ... az idős Paul Paen - Nobel (2001) ... Fritz - Cadfael tévéfilm sorozat (1997) The Rose Rent ... William Hynde - Kisváros (1996) A trükk ... Id. Cigareff - Kis Romulusz (televíziós sorozat) (1994) ... Házmester - Maigret (televíziós sorozat) (1993) ... Éjjeli portás - Wie gut, dass es Maria gibt (tévéfilm sorozat) (1991, Eine Kirche auf Rädern) ... Fekete Iván - Angyalbőrben (1991, Elveszett szakasz, Frontszínház tv) - Forgotten Prisoners (The Amnesty Files, 1990, tv) - The Nightmare Years (tévéfilm) (1990) ... Sweeper - Holnapra a világ (tévéfilm) (1990) - Freytag testvérek (tévéfilm) (1989) - Eszmélet (tévéfilm) (1989) - Szomszédok (tévéfilm sorozat) (2, 40, 45, 50 epizód, 1987-1989) ... Portás/Lakáscsere- hirdető - Vera – Der schwere Weg der Erkenntnis (tévéfilm) (1989) ... Dr. Engel - Almási, avagy a másik gyilkos (tévéfilm) (1989) - Szamárköhögés (1987) - Laura (1987) - Az öreg tekintetes (tévéfilm) (1987) - Csak a testvérem (tévéfilm) (1986) - Auf Achse (tévéfilm) (1986, Glückssträhne) - A falu jegyzője (tévéfilm) (1986) - Eszterlánc (1985) - Mata Hari (1985) ... Von Falkenberg - Redl ezredes (1985, Hungary) - Kémeri (1985, Embercsempészek, Stella tv) - Széchenyi napjai (1985, tv 1.1 epizód) - Ärztinnen (1984) - T.I.R. – (1984, Derült égből villámcsapás) (tévéfilm sorozat) - Szegény Dzsoni és Árnika (1983) - Sértés (1983) - Az Operaház fantomja (tévéfilm) (1983) ... Színpadmester - Viadukt (1983) - Faustus doktor boldogságos pokoljárása (tévéfilm) (1982) - A névtelen vár (1982, Katalin – vagy – Themire, tv-sorozat) - Glória (tévéfilm) (1982) | - Liszt Ferenc (1982, Az utolsó turné, tv-sorozat) - Frère Martin (tévéfilm) (1981) - Mephisto (1981) - Védtelen utazók (tévéfilm) (1981) - Utolsó alkalom (tévéfilm) (1981) - A svéd, akinek nyoma veszett (1980) - IV. Henrik király (tévéfilm) (1980) - Fábián Bálint találkozása Istennel (1980) - Cserepek (1980) - A nagyenyedi két fűzfa (tévéfilm) (1979) - Látástól vakulásig... (tévéfilm) (1978) - Histoire du chevalier Des Grieux et de Manon Lescaut (tévéfilm sorozat) (1978) ... La Bélandière - Dóra jelenti (1978) ... Herbert Katz - A zebegényiek (tévéfilm) (1978) - Rendkívüli áthaladás, avagy Balogh Jóska megdicsőülése ... Balogh Jóska (?) - Kántor (tévéfilm sorozat) (1976) A postarablás ... Igazságügyi orvosszakértő - Cigánykerék (tévéfilm) (1976) ... Boltvezető - Fekete gyémántok (1976) ... Tőzsdés - Sztrogoff Mihály 1.2. epizód (1975) - Az idők kezdetén (1975) - Ereszd el a szakállamat! (1975) - A járvány (1975) ... Gréner - Bach Arnstadtban (tévéfilm) (1975) - Szépség Háza (tévéfilm) (1975) - Felelet (tv-sorozat, epizód 1.4, 1.7, 1975) - Plusz-mínusz egy nap (1973) - Különös vadászat (tévéfilm) (1972) ... Bondor százados - Forró vizet a kopaszra! (1972) - Kitörés (1971) ... Főpincér - Rózsa Sándor (tévéfilm) (1971) ... Majsa számadó - Egy óra múlva itt vagyok… (1971) (televíziós sorozat) ... Magyar őrmester - Gyula vitéz télen-nyáron (1970) - A tanú (1969) ... Író - Bors (televíziós sorozat) (1968) (Borban a szabadság) - Itt járt Mátyás király (1966) - Sárga kaszinó (1944) - Megálmodtalak (1943) ... Riporter - Késő (1943) - Katyi (1942) ... Színinövendék |

## Kitüntetése
- Városi nívódíj Kecskemét, 1978.